# Lanrelas
 Lanrelas  (en bretón Lanrelaz) es una población y comuna francesa, situada en la región de Bretaña, departamento de Côtes-d'Armor, en el distrito de Dinan y cantón de Broons.

## Demografía
| 1328 | 1234 | 1126 | 1061 | 916 | 868 |
| Para los censos de 1962 a 1999 la población legal corresponde a la población sin duplicidades (Fuente: INSEE [Consultar]) |      |      |      |     |     |